# Lapsus
Lapsus je oznaka za neprostovoljno napako, ki se pojavi med pisanjem oziroma govorjenjem.
Po Freudovi psihoanalitični teoriji je lapsus dejanje, povod za katerega je podzavestna želja.

## Vrste
Lapsuse najbolj pogosto delimo glede na trenutek nastanka, njihova imena pa so latinska:
- Lapsus linguae - napaka med govorjenjem
- Lapsus calami - napaka med pisanjem
- Lapsus memoriae - napaka v spominu